# Districtul Mwanza
Mwanza este un district  în   statul Malawi. Reședința sa este orașul Mwanza.